# Ephemera diffusa
Ephemera diffusa is een haft uit de familie Ephemeridae. De wetenschappelijke naam van de soort is voor het eerst geldig gepubliceerd in 1937 door Chopra.
De soort komt voor in het Oriëntaals gebied.